# Milan Obrenović II
Pour les articles homonymes, voir Milan (homonymie) et Obrenović.
Milan Obrenović II (en serbe serbe cyrillique Милан Обреновић), né le 21 octobre 1819 à Kragujevac et mort le 8 juillet 1839 à Belgrade, est prince de Serbie du 13 juin au 8 juillet 1839. Il est aussi parfois désigné sous le nom de Milan Obrénovitch II.

## Biographie
Milan Obrénovitch est le fils aîné de Milos Obrénovitch, prince régnant de Serbie. Il est de santé très fragile depuis son enfance.
Étudiant à la « Haute école » qui devait devenir l’université de Belgrade, il s’intéresse particulièrement au français et à l’allemand.
Le 13 juin 1839, lorsque son père Milos abdique, il est désigné comme son successeur. Bien qu'ayant « régné » pendant seulement 25 jours, aucun document officiel n'a été émis sous son nom. Atteint par la tuberculose et inconscient, il meurt le 8 juillet suivant, sans avoir jamais repris connaissance. Il est enterré en premier lieu dans l’église de Palilula puis son corps est transféré à l’église Saint-Marc de Belgrade.
Son jeune frère Michel lui succède à la tête de la principauté de Serbie, inaugurant une période d'instabilité pour la principauté.